# NGC 2672
NGC 2672 est une vaste galaxie elliptique située dans la constellation du Cancer. NGC 2672 a été découverte par l'astronome germano-britannique William Herschel en 1784.

## Caractéristiques
En raison d'une brillance de surface égale à 14,01 mag/am2, on peut qualifier NGC 2672 de galaxie à faible brillance de surface (LSB en anglais pour low surface brightness). Les galaxies LSB sont des galaxies diffuses (D) avec une brillance de surface inférieure de moins d'une magnitude à celle du ciel nocturne ambiant.
La base de données Simbad indique que NGC 2672 est une candidate au titre de galaxie active.

### Distance
Sa vitesse par rapport au fond diffus cosmologique est de 4 611 ± 21 km/s, ce qui correspond à une distance de Hubble de 68,0 ± 4,8 Mpc (∼222 millions d'al).
À ce jour, 11 mesures non basées sur le décalage vers le rouge (redshift) donnent une distance de 57,927 ± 20,051 Mpc (∼189 millions d'al), ce qui est à l'intérieur des valeurs de la distance de Hubble. Notons cependant que c'est avec la valeur moyenne des mesures indépendantes, lorsqu'elles existent, que la base de données NASA/IPAC calcule le diamètre d'une galaxie et qu'en conséquence le diamètre de NGC 2672 pourrait être d'environ 58,4 kpc (∼190 000 al) si on utilisait la distance de Hubble pour le calculer.

### Morphologie
NGC 2672 a été utilisée par Gérard de Vaucouleurs comme une galaxie de type morphologique E1-2 dans son atlas des galaxies,.

## Paire de galaxies en interaction
NGC 2672 et NGC 2673 forment une paire de galaxies en rencontre rapide .
La plus petite de la paire, NGC 2673, présente deux queues de marée, alors que NGC 2672 n'est que légèrement perturbée. La dispersion des vitesses dans NGC 2672 est à peu près constante, mais elle semble augmenter avec le rayon dans la plus petite galaxie, ce qui indique un fort réchauffement par effet de marée. On observer dans NGC 2672 des zones en faible rotation opposée à celle de la galazie.
NGC 2672 apparaît dans la publication Atlas of Peculiar Galaxies de Halton Arp comme Arp 167. Arp mentionne au sujet de NGC 2672 que c'est une galaxie compact très condensée présentant un panache courbé. Cependant, NGC 2673 n'est pas mentionnée, contrairement à ce qui est indiqué sur certaines sources,, mais il est plus que probable qu'elle devrait y figurer, peut-être un oubli de Arp?

## Supernova
La supernova SN 1938B a été découverte dans NGC 2672 le 1er janvier 1938 par un dénommé Wachmann. Le type de cette supernova n'a pas été déterminé.